# Петров, Дмитрий Константинович
Дми́трий Константи́нович Петро́в (1872, Санкт-Петербург — 5 мая 1925) — российский и советский филолог, медиевист, поэт-переводчик, специалист по истории литературы, романским языкам, испанской и французской литературе.

## Биография
В 1890 году с серебряной медалью окончил 6-ю Санкт-Петербургскую гимназию, а в 1894 году — историко-филологический факультет Санкт-Петербургского университета, был отмечен одним из своих учителей академиком А. Н. Веселовским. Продолжил обучение на степень магистра при кафедре романской филологии. Длительное время работал в Испании и во Франции с А. Морель-Фасьо, Г. Парисом и М. Менендес-и-Пелайо. Магистерская диссертация была посвящена творчеству испанского драматурга Лопе де Веги, а докторская диссертация — староиспанской комедии.
С 1899 — приват-доцент историко-филологический факультета университета, в 1908 году становится экстраординарным профессором. Многие годы был профессором Петербургского университета и Высших женских курсов. С 1922 года — член-корреспондент Академии Наук.
Согласно воспоминаниям Владимира Вейдле, Петров был крайне подавлен развитием ситуации в стране (внедрением марксизма-ленинизма в высшее образование, недопущением к высшему образованию молодежи «непролетарского происхождения» и т.д.) и фактически покончил с собой, уморив себя голодом (при этом заявляя, что он болен раком).

## Научные заслуги
Петров был не только учеником, но и последователем Веселовского. В своей исследовательской деятельности Петров придерживался сравнительно-исторического метода и сосредоточивал своё внимание на собирании и изучении исторического материала, касающегося культуры и быта соответствующей эпохи.
Основные труды его относятся к области испанистики, в первую очередь испанской комедии, — «Очерки бытового театра Лопе де Вега» (1901) и «Заметки по истории староиспанской комедии» (1907).
Д. К. Петров исследовал не только испанскую литературу, включая её арабские источники, но и всю романскую литературу: итальянскую, французскую, провансальскую. Переводил с испанского, немецкого (прежде всего средневековую поэзию — Готфрид фон Нейфен, Генрих фон Фельдеке), других языков.
В 1911 году за собственный счет издал первый и единственный сборник своих стихов и стихотворных переводов: «Элегии и песни (1889—1911)», авторство было обозначено лишь инициалами Д. К. П..; издание прошло незамеченным.
Современники отмечали его изумительную эрудицию, страстное, вплоть до подвижнического, отношение к науке, и преподавательский талант.
Литературная энциклопедия (1929—1939) называет Петрова основателем русской научной испанистики и учителем всего следующего поколения испанистов, в частности, Д. И. Выгодского, В. Пяста, Б. Кржевского и А. Смирнова. Одновременно с этим отмечается, что самостоятельного научного метода или литературно-исторической концепции он не разработал и никакой школы не создал.